# Vorderschmiding

Panorama von Vorderschmiding

Vorderschmiding ist ein Gemeindeteil der Gemeinde Hinterschmiding im niederbayerischen Landkreis Freyung-Grafenau. 

## Geographie
Das Dorf liegt auf einer Höhe von 670 m ü. NHN.

## Baudenkmäler
In Vorderschmiding gibt es eine kleine Kapelle am Waldrand mit einem reich bestückten Waffen-Christi-Kreuz, die nicht in die Denkmalliste eingetragen ist.